# Varela (stacja metra)
Varela – stacja metra w Buenos Aires, na linii E. Znajduje się pomiędzy  stacją Medalla Milagrosa, a Plaza de los Virreyes. Stacja została otwarta 31 października 1985.